# Luggersegel

Festes Luggersegel

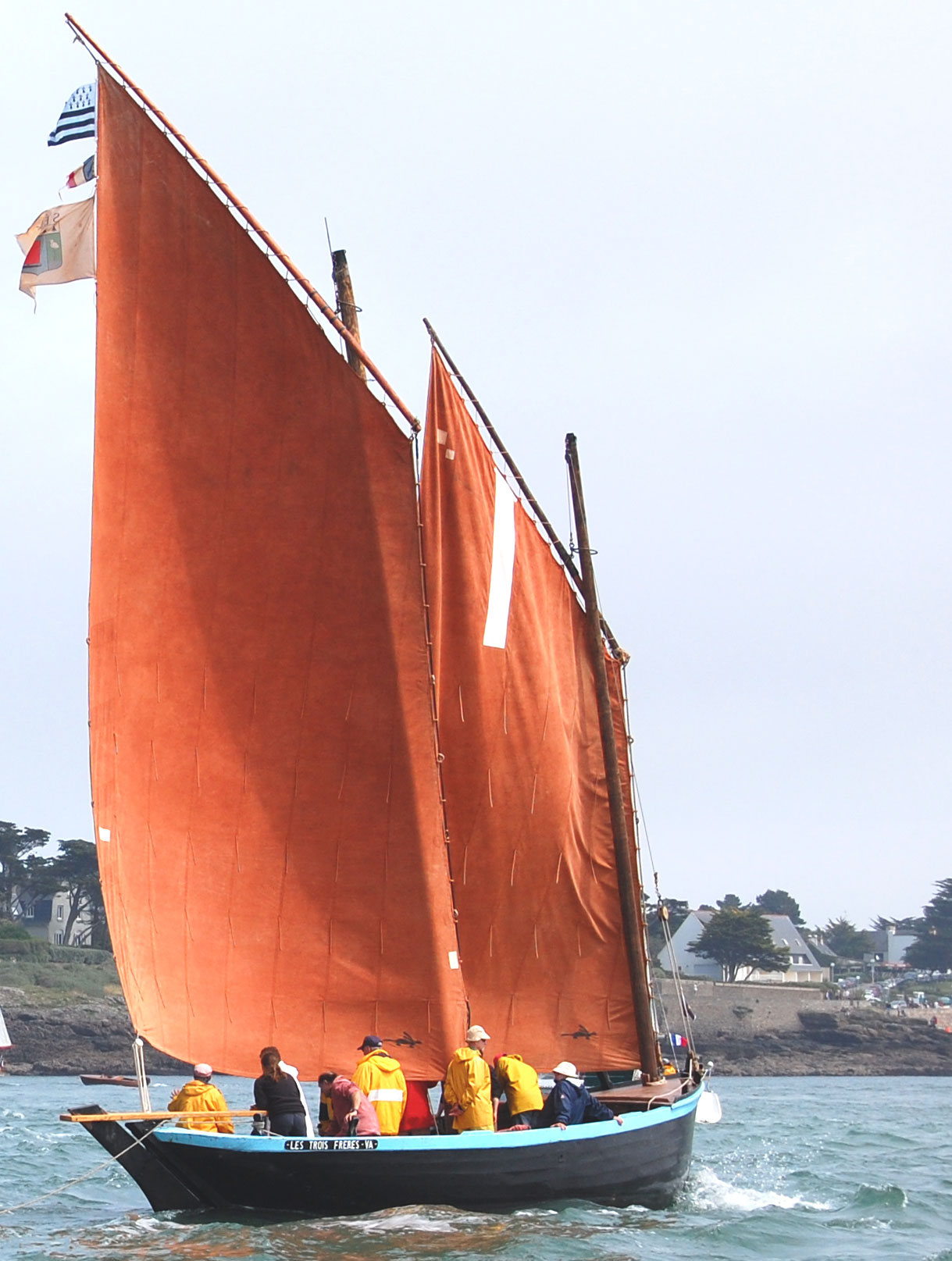
Ein Sinagot mit losen Luggersegeln, mindestens das hintere wird als standing lug gefahren

Das Luggersegel ist ein Segeltyp, der als eine Weiterentwicklung des Lateinersegels (und auch des Setteesegels) und eine vereinfachte Gaffelbesegelung angesehen werden kann. Bezeichnend ist die gegenüber der Lateinertakelung unten stark verkürzte Spiere, die nur wenig über den Mast hinausragt. Dadurch kann sie, ohne das Segel einzuholen, bei der Wende um den Mast herum genommen (geschiftet) werden. Im Vergleich zum Gaffelsegel wird keine Gaffelklau benötigt, und der Segeltuchüberhang am Mast schafft zusätzliche Segelfläche.

## Unterscheidung
Es wird in festes und loses Luggersegel unterschieden. Das lose Luggersegel hat eine längsaxiale Ruhestellung, einen losen Segelhals, es wird mit losem Vorliek mit  Bugleine oder Streckstange gesegelt.  Vertreter sind  Strandboote von Usedom und Jollen der Wismarbucht im 19. und 20. Jahrhundert. Das feste Luggersegel hat ebenfalls eine längsaxiale Ruhestellung, einen festen Segelhals, ein loses Vorliek und eine beidseitig-asymmetrische Austuchung am Segelkopf durch die Rah. Gefahren von Zeesen, Tucker und Quatzenkähnen am Oderhaff.
Im englischen Sprachgebrauch unterscheidet man drei Typen von Luggersegeln: neben dem "balanced lug", also dem festen Luggersegel mit Baum, wird das lose Luggersegel dort unterteilt in das "dipping lug", bei dem die Spiere bei der Wende händisch auf die Leeseite verholt wird, und das "standing lug", bei dem sie immer auf einer Seite verbleibt. Beispielsweise führten die schottischen Fifies ein "dipping lug" am vorderen (main) und ein "standing lug" am hinteren Mast (mizzen).

## Verbreitung
Diese Takelung war in Nordfrankreich sehr verbreitet. Die Lugger oder Logger genannten Schiffe galten am Wind als sehr schnell. Allerdings war die Wende umständlicher als bei den zur gleichen Zeit entwickelten gaffelgetakelten Kuttern. Das Schiff wurde von einer weniger geübten Mannschaft bei diesem Manöver stark abgebremst.
In der heutigen Zeit hat sich die Luggertakelung nur bei einigen Traditionsschiffen und Kleinstsegelbooten erhalten. So fahren die Zeesenboote der pommerschen Boddengewässer z. B. am Besanmast und am Großmasttopp Luggersegel. Auch an Sinagots vom französischen Golf von Morbihan finden sich Luggersegel.